# マルガレーテ・ゾフィー・フォン・エスターライヒ
マルガレーテ・ゾフィー・フォン・エスターライヒ（ドイツ語: Margarete Sophie von Österreich, 1870年5月13日 - 1902年8月24日）は、オーストリア＝ハンガリー帝国の皇族。皇帝フランツ・ヨーゼフ1世の姪で、ヴュルテンベルク公（のちヴュルテンベルク王家家長）アルブレヒトに嫁いだ。全名はマルガレーテ・ゾフィー・マリー・アンヌンツィアータ・テレジア・カロリーネ・ルイーゼ・ヨゼフィーネ・ヨハンナ（Margarete Sophie Marie Annunciata Theresia Caroline Luise Josephine Johanna）。

## 生涯
フランツ・ヨーゼフ1世の弟カール・ルートヴィヒ大公と、その2番目の妻で両シチリア王フェルディナンド2世の娘であるマリーア・アンヌンツィアータの間の第4子、長女として生まれた。マルガレーテ・ゾフィーの名前は、父の最初の妻マルガレーテと父方の祖母ゾフィーに因むものである。マルガレーテ・ゾフィーは帝位継承者フランツ・フェルディナント大公の同母妹であり、フランツ・フェルディナントとは仲が良かった。
マルガレーテ・ゾフィーは1886年から1893年の年明けまでプラハにある貴族の娘たちのための女子修道院で院長を務めたが、1893年1月24日に、ウィーンにおいてヴュルテンベルク家のアルブレヒト公と結婚した。夫妻は7人の子供をもうけた。
1902年、マルガレーテ・ゾフィーはグムンデンにおいて32歳で死去し、ルートヴィヒスブルク宮殿にあるヴュルテンベルク王家の納骨堂に埋葬された。夫のアルブレヒトは後添えを迎えることはなかった。1932年、マルガレーテ・ゾフィーの遺骸はアルツハウゼンのアルツハウゼン城にあるザンクト・ミヒャエル城内教会の納骨堂に移された。

## 子女
- フィリップ・アルブレヒト（1893年 - 1975年） - ヴュルテンベルク王家家長
- アルブレヒト・オイゲン（1895年 - 1954年） - ブルガリア王女ナデジダと結婚
- カール・アレクサンダー（1896年3月12日 - 1964年12月27日） - 修道士
- マリア・アマーリア（1897年8月15日 - 1923年8月13日） - ザクセン王太子ゲオルクと婚約
- マリア・テレーザ（1898年8月16日 - 1928年3月26日）
- マリア・エリーザベト（1899年9月12日 - 1900年4月15日）  - 夭折
- マルガリータ・マリア（1902年1月4日 - 1945年4月22日） - 生後7ヶ月20日で母が死去。姉妹の中では一番長生きした。